# Bent Persson
Bent Persson (6 september 1947) is een Zweedse jazz-trompettist, kornettist en arrangeur, die actief is in de traditionele hotjazz. Hij speelt op de manier van Louis Armstrong uit de tweede helft van de jaren twintig.
Persson begon in 1974 de Bent's Blue Rhythm Band. Ook werd hij in die tijd lid van de bigband Kustbandet, waarin hij nog steeds speelt en waarvoor hij veel arrangementen schreef. Daarnaast heeft hij een groep waarmee hij jazz uit de jaren twintig en dertig speelt, Bent's Hot Five. Sinds de jaren zestig heeft hij gespeeld en/of opgenomen met talloze groepen, waaronder Maggie's Blue Five en de Weatherbird Jazzband. In de periode 1975-1982 nam hij vier platen op, waarop hij de legendarische '50 hot chorussen' speelt, die Louis Armstrong in 1927 opnam op verloren gegane cilinders, maar 'bewaard' zijn gebleven, omdat ze uitgeschreven zijn voor instructieboeken, uitgegeven door Melrose Brothers. Persson heeft verder opgenomen met onder meer Maxine Sullivan, Bob Wilber, Joya Sherrill, Keith Nichols en Eva Taylor.

## Discografie
- Swinging Straight, Sittel
- Louis Armstrong's 50 Hot Choruses for Cornet, Kenneth Records
- For the Love of Satchmo, Kenneth Records, 2002